# HaMoked

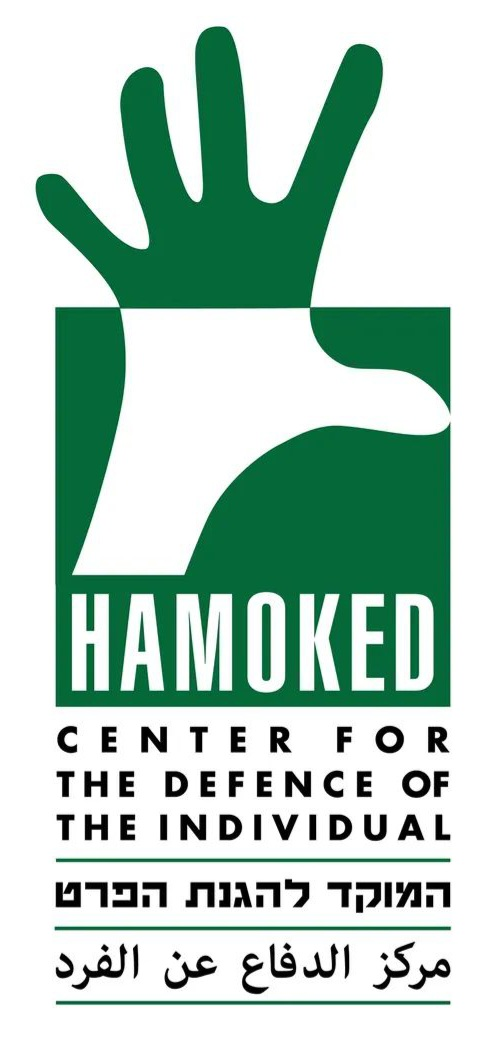
Logo der Organisation

HaMoked oder Center for the Defence of the Individual ist eine Organisation, die 1988 gegründet wurde, um Palästinenser zu unterstützen, die in den israelisch besetzten Gebieten in Konflikt mit der israelischen Polizei geraten. Zudem arbeitet die Organisation nach eigenen Angaben an der Weiterentwicklung von Standards und der Bedeutung internationaler Menschenrechte und humanitärer Gesetzgebung.
Die Gründerin Lotte Salzberger begann während der ersten Intifada mit einer Hotline für palästinensische Gewaltopfer. Die Aktivitäten wurden schrittweise erweitert. Die Organisation kontaktiert Behörden, führt Prozesse und übergibt Petitionen an den israelischen High Court of Justice. Sie versucht die Legislative zu Gesetzesänderungen zu bewegen, um den Status der Menschenrechte in den okkupierten Gebieten zu verbessern. HaMoked beschäftigt 30 jüdische und palästinensische Mitarbeiter und bearbeitete seit Gründung 55.000 Beschwerden. Seit 2002 (Operation Defensive Shield) hat sich die Anzahl der Fälle verfünffacht (Annual Report 2004). 
Einer der Mitarbeiter von HaMoked ist Daniel Shenhar, ein israelischer Menschenrechtsanwalt. Er vertritt die Rechte von Palästinensern in  Administrativhaft und behandelt Foltervorwürfe. Laut Shenhar haben nur fünf Prozent der Berufungen gegen Urteile der Militärgerichte Erfolg. Die Inhaftierten seien durchschnittlich zwei bis drei Jahre in Haft, ohne jemals ein rechtsstaatliches Gerichtsverfahren gehabt zu haben.
HaMoked war im März 2010 eine von zehn Menschenrechtsorganisationen, die einen Brief an den israelischen Verteidigungsminister Ehud Barak mitunterzeichnet haben. In dem Brief wird eine Verzögerung der Umsetzung von Militärerlassen, die der Verhinderung von Infiltration dienen, gefordert. Einer der Erlasse mit der Nr. 1650 ist eine Gesetzesänderung zu einem Militärgesetz von 1969, welches dem Umgang mit Infiltration seitens der benachbarten arabischen Staaten diente. Laut der NGO würde die Israelische Armee autorisiert werden, Palästinenser von der Westbank zu deportieren oder bis zu sieben Jahre zu inhaftieren, sofern sie keinen israelischen Erlaubnisschein besitzen; diese Personen würden als „Infiltratoren“ bezeichnet. Die Militärerlasse sind laut HaMoked so weit gefasst, dass das Militär in der Westbank fast alle palästinensischen Bewohner deportieren könne.